# Wyciskanie belki

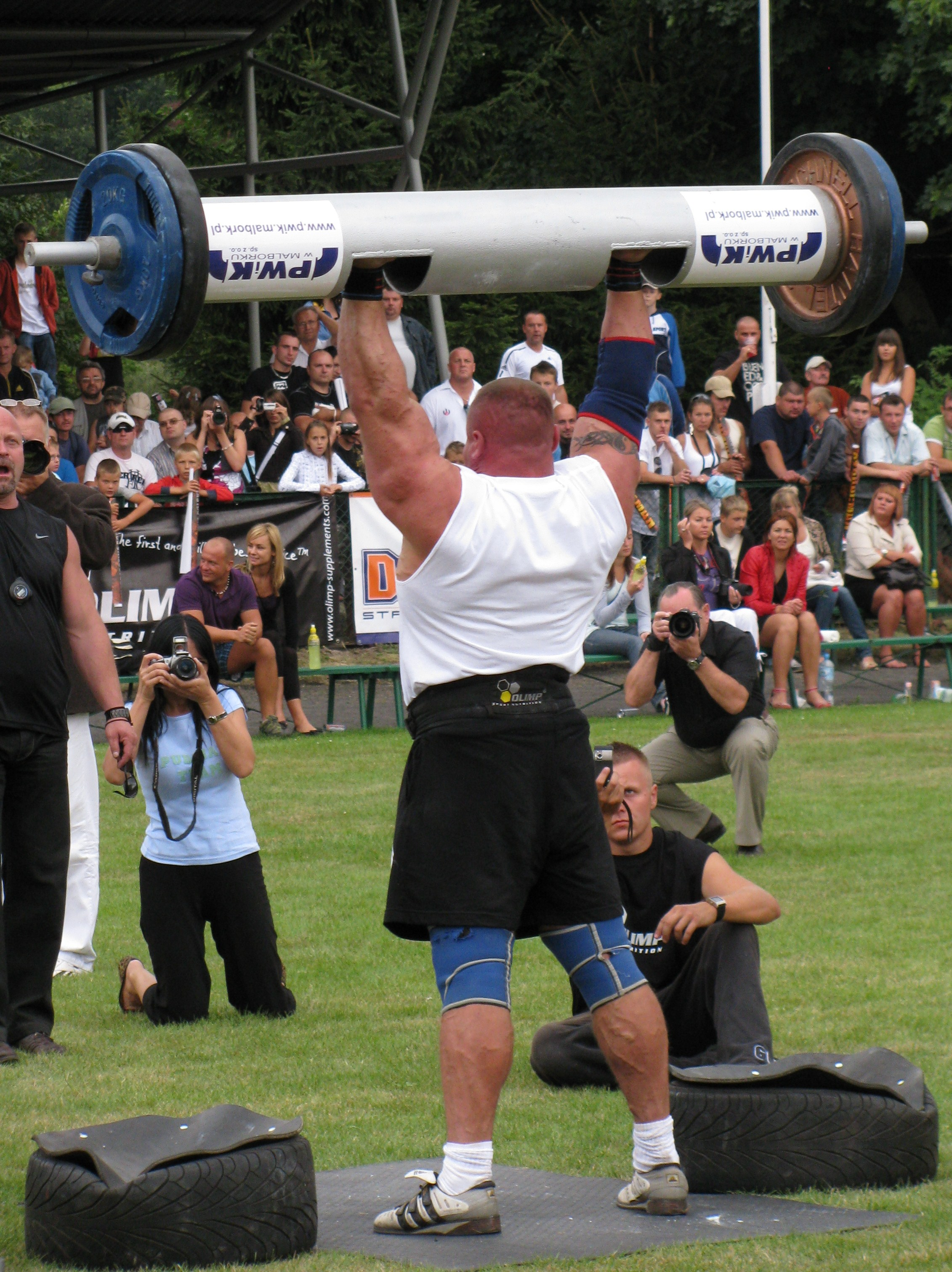
Wyciskanie belki w pozycji stojącej

Wyciskanie belki (ang. Log Lift) – konkurencja zawodów siłaczy.

## Wyciskanie belki w pozycji stojącej
Zadaniem zawodnika jest podniesienie oburącz belki, z podłoża i uniesienie jej nad głowę, do pełnego wyprostowania rąk. Stopy zawodnika muszą być unieruchomione na podłożu.
Belka posiada dwa otwory z umieszczonym wewnątrz każdego z nich uchwytem, dla każdej dłoni. Długość belki wynosi najczęściej około 180 cm, średnica około 35 cm, przekrój okręgu.
Konkurencja jest rozgrywana w trzech wariantach:

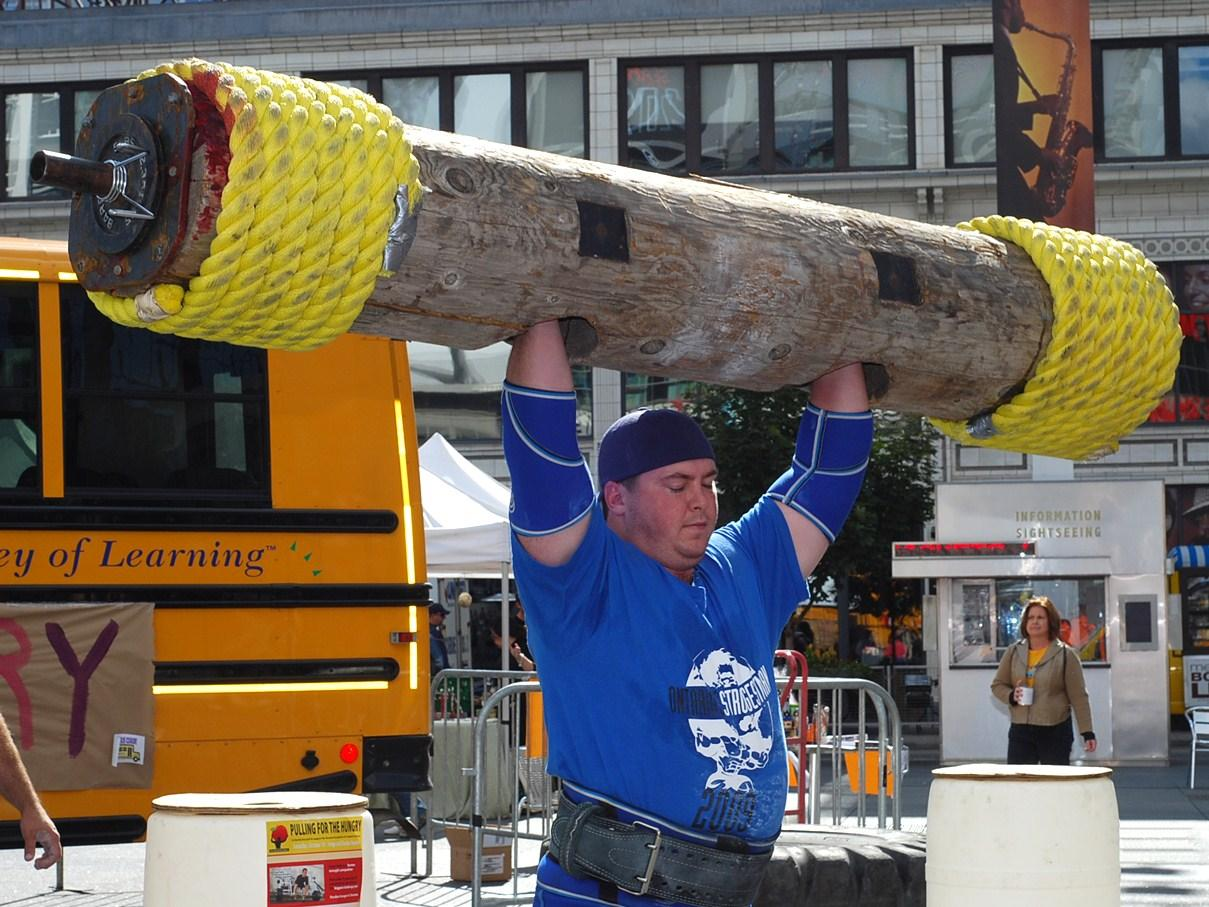
Wyciskanie belki w pozycji stojącej

- Wariant na największą liczbę powtórzeń

W określonym czasie zawodnik unosi belkę o stałej masie, starając się wykonać jak największą liczbę powtórzeń. Po każdym powtórzeniu zawodnik odkłada lub nie musi odkładać belki na podłoże. Wygrywa zawodnik, który wykonał największą liczbę powtórzeń.
Przykładowe parametry konkurencji: masa belki 130 kg, czas 60 s.
- Wariant na największy ciężar

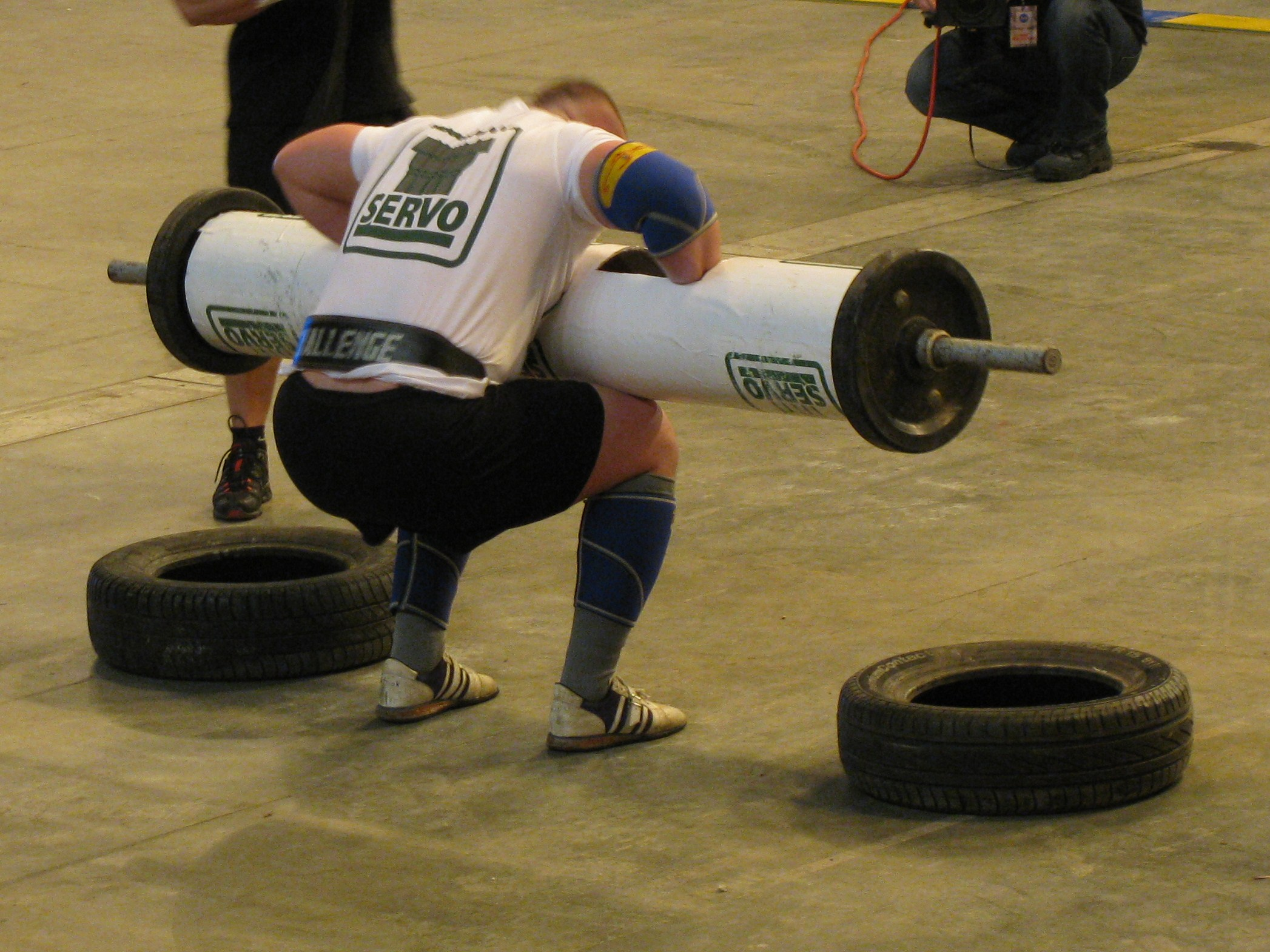
Wyciskanie belki w pozycji stojącej

Konkurencja rozpoczyna się od określonego ciężaru, który wzrasta po każdej zaliczonej próbie, w wyniku dodatkowego obciążania belki na każdym z końców. W określonym czasie na każde powtórzenie zawodnik podnosi belkę tylko jeden raz. Wygrywa zawodnik, który wykonał powtórzenie z największym ciężarem.
Przykładowe parametry konkurencji: masa belki od 130 kg, czas 30 s na każde obciążenie.
- Wariant na najkrótszy czas

Jest to jedyny wariant tej konkurencji, w którym jeden zawodnik używa więcej niż jednej belki (najczęściej czterech). Każda z belek ma inną stałą masę. Zawodnik, w jak najkrótszym czasie, podnosi każdą z belek tylko raz, od ciężaru najmniejszego, do największego. Wygrywa zawodnik, który wykonał konkurencję w najkrótszym czasie.
Przykładowe parametry konkurencji: masa belek 130 kg, 140 kg, 150 kg i 160 kg.

## Wyciskanie belki w pozycji półleżącej

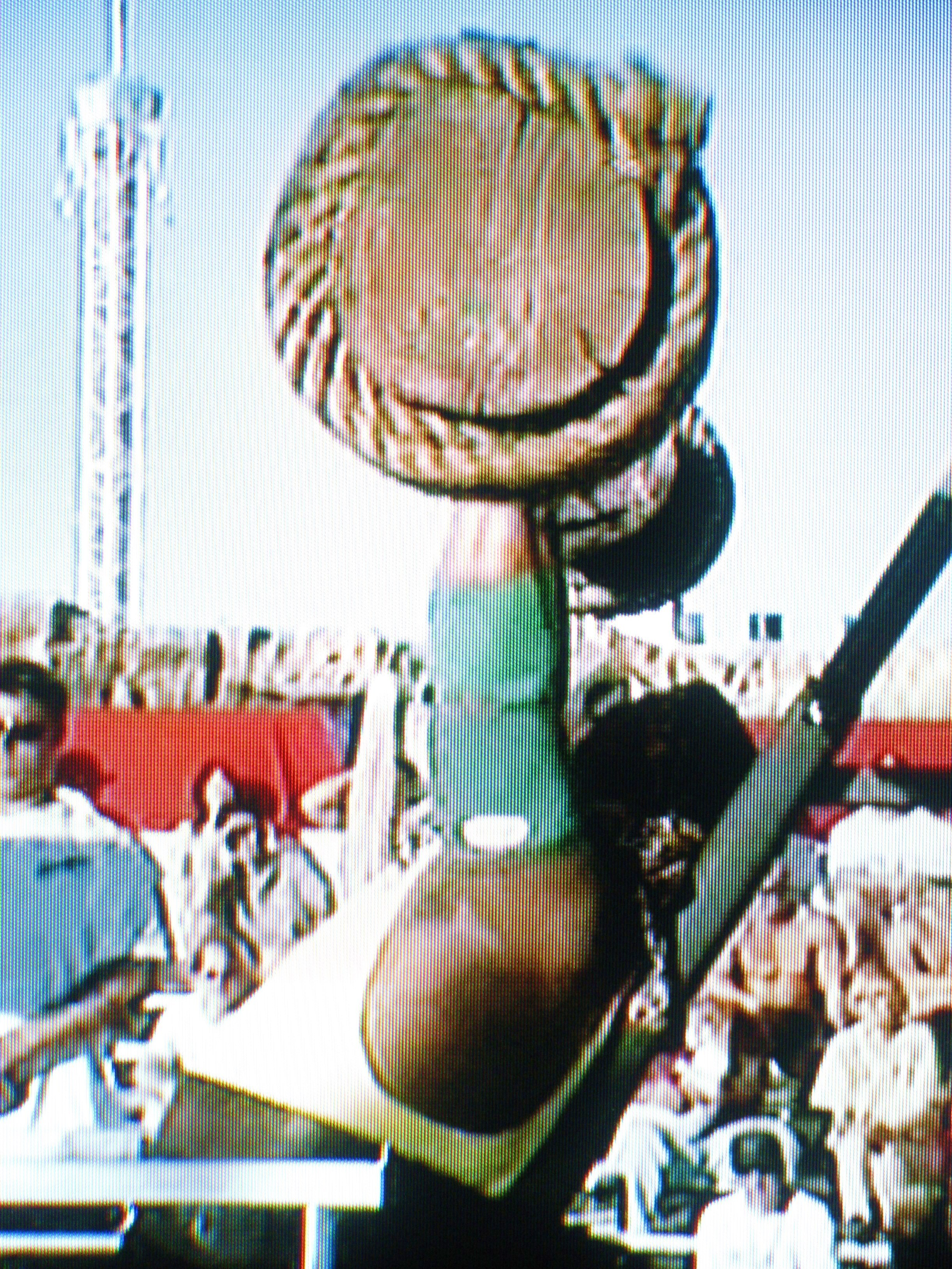
Wyciskanie belki w pozycji półleżącej

Konkurencja jest rozgrywana w jednym wariancie:
- Wariant na największą liczbę powtórzeń

W określonym czasie zawodnik unosi belkę o stałej masie, starając się wykonać jak największą liczbę powtórzeń. Zawodnik przez cały znajduje się w pozycji półleżącej, z twarzą skierowaną do góry i po powtórzeniu nie odkłada belki na podłoże. Wygrywa zawodnik, który wykonał największą liczbę powtórzeń.
Jest to wariant rozgrywany najrzadziej ze względu na najmniejszą widowiskowość, ponieważ ciężar belki nie może być zbyt wielki. Najczśęciej używa się belki o wadze około 100 kg.

## Rekordy świata
- Historia rekordów świata w Wyciskaniu belki w pozycji stojącej, na największy ciężar.

| Rok  | Zawodnik                        | Ciężar (kg) | Miejsce ustanowienia |
| ---- | ------------------------------- | ----------- | -------------------- |
| 1980 | Bill Kazmaier Stany Zjednoczone | 157         | USA                  |
| 1981 | Bill Kazmaier                   | 163,5       | USA                  |
| 1988 | Bill Kazmaier                   | 170         | Węgry                |
| 1989 | Jamie Reeves Anglia             | 177         | Islandia             |
| 1992 | Jamie Reeves                    | 180         | RPA                  |
| 2002 | Svend Karlsen Norwegia          | 185         | Szwecja              |
| 2004 | Žydrūnas Savickas Litwa         | 188         | Ukraina              |
| 2004 | Raimonds Bergmanis Łotwa        | 190         | Rosja                |
| 2005 | Žydrūnas Savickas Litwa         | 200         | Węgry                |
| 2005 | Žydrūnas Savickas               | 202,5       | Łotwa                |
| 2006 | Žydrūnas Savickas               | 205         | Holandia             |
| 2008 | Žydrūnas Savickas               | 207,5       | Holandia             |
| 2008 | Žydrūnas Savickas               | 210         | Litwa                |
| 2009 | Žydrūnas Savickas               | 212,5       | Litwa                |

- Wyciskanie belki na największą liczbę powtórzeń.

Aktualny rekord świata należy do Žydrūnasa Savickasa ( Litwa):
13 marca 2010, belkę o ciężarze 160 kg podniósł sześciokrotnie z podłoża, w czasie 60 sekund.